# خسته (ترانه آلن واکر)
«خسته (tired)» تک‌آهنگی از هنرمند اهل نروژ آلن واکر است که توسط گاوین جیمز خوانده شده.
این آهنگ یک ریمیکس از کیگو دریافت کرده‌است.
این تک‌آهنگ در چارت‌های لندن، نیوزلند، نروژ و بیلبورد جزو ده ترانه اول قرار گرفت.